# Grande planície europeia

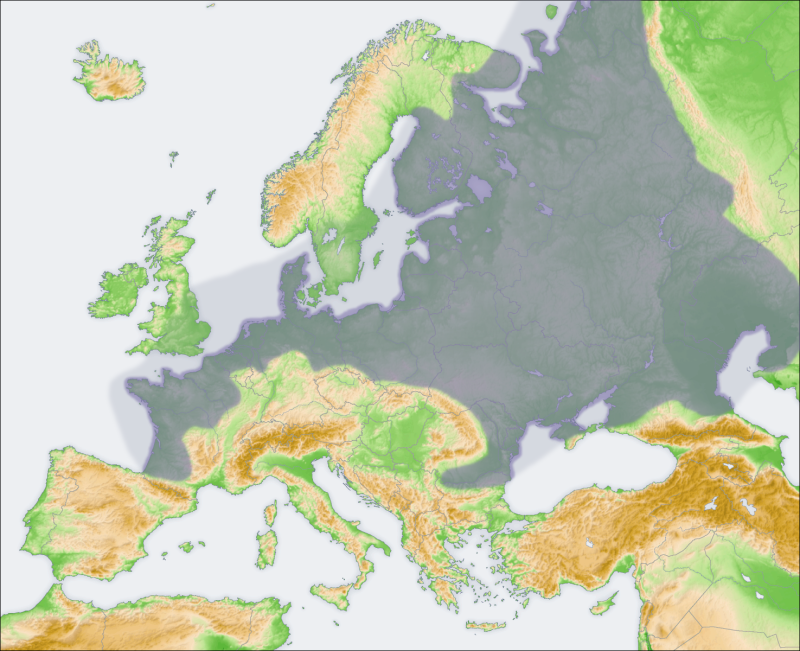
A Planície Europeia.

Grande planície europeia ou planície europeia é uma planície localizada na Europa. É o maior acidente geográfico sem  montanhas do continente europeu, embora uma série de planaltos sejam identificados dentro da região. Ela estende-se desde as montanhas dos Pirenéus e o Oceano Atlântico, a oeste, até os Montes Urais, a leste.
Consiste na planície do norte europeu e na planície europeia oriental. A subdivisão é histórica, ao invés de geomorfológica: a planície europeia oriental fazia parte da planície europeia no âmbito do Império Russo e, portanto, era anteriormente conhecida como a "planície russa".
São formadas a partir da sedimentação (acúmulo de sedimentos), em grande parte de rios e por isso são férteis.
Na Europa Ocidental, a planície é relativamente estreita na parte norte da Europa, mas amplia-se significativamente em direção a sua parte oriental na Rússia Ocidental.
As planícies são cortadas por muitos rios importantes como o Loire, Reno e o Vístula, no oeste, o Duína do Norte e Daugava que fluem para o norte da Europa Oriental e da Rússia e o Volga, Don e o Dnieper fluindo ao sul da Rússia europeia.